# Teateråret 1955

## Händelser

### Februari
- 17 februari - Ingrid Bergman gästspelar på Stockholmsoperan i Claudels oratorium "Jean d'Arc på bålet" [1].

### Okänt datum
- Experimentteatern Studiescenen i Stockholm stänger och avslutar verksamheten.

## Priser och utmärkelser
- Thaliapriset tilldelas Max von Sydow

## Årets uppsättningar

### Okänt datum
- Lars Berglunds pjäs Babels torn har urpremiär på Dramaten
- William Inges pjäs Älska mig, flicka (Bus Stop) har svensk premiär på Alléteatern i Stockholm
- Erland Josephsons pjäs Sällskapslek har urpremiär på Göteborgs Stadsteater
- Ingmar Bergmans radiopjäs Trämålning från 1954 uruppfördes på scen på Malmö Stadsteater, den var till viss del förlaga till filmen Det sjunde inseglet 1957

## Födda
- 8 juli - Lena Endre, svensk skådespelerska